# Loverboy (1989)
Loverboy is een Amerikaanse film uit 1989 onder regie van Joan Micklin Silver.

## Verhaal
Randy Bodek is een student die zijn studie verwaarloost om zo veel mogelijk tijd door te brengen met zijn vriendin Jenny Gordon. Voor zijn vader is de maat vol en hij weigert nog langer zijn studiegeld te betalen. Randy wordt gedwongen tijdelijk de universiteit te verlaten en terug bij zijn ouders in te trekken. Hij krijgt een baan als pizzabezorger en wordt op een dag verleid door de rijke Italiaanse Alex Garnett. Tijdens zijn dienst hebben ze een hartstochtelijke affaire. Hierdoor wekt hij de impressie een gigolo te zijn. Dit vindt hij aanvankelijk niet leuk, maar hij besluit hier gebruik van te maken om geld te verdienen.
Randy krijgt al snel de ene na de andere klant, voornamelijk getrouwde en ongelukkige vrouwen van middelbare leeftijd. Hieronder behoren onder andere Kyoko Bruckner, Joyce Palmer en Monica Delancy. Dit alles gaat niet zonder gevaar. Al snel wordt hij achterna gezeten door de echtgenoten van zijn klanten. Zijn laatste klant blijkt niemand minder dan zijn eigen moeder te zijn. Zij is ongelukkig sinds ze denkt dat haar man een affaire heeft. Zijn vader denkt ondertussen na een reeks misverstanden dat zijn zoon homoseksueel is en weet niet goed hoe hij ermee om moet gaan.

## Rolbezetting
| Acteur          | Personage      |
| --------------- | -------------- |
| Patrick Dempsey | Randy Bodek    |
| Kate Jackson    | Diane Bodek    |
| Robert Ginty    | Joe Bodek      |
| Nancy Valen     | Jenny Gordon   |
| Dylan Walsh     | Jory Talbot    |
| Bárbara Carrera | Alex Barnett   |
| Kirstie Alley   | Joyce Palmer   |
| Carrie Fisher   | Monica Delancy |
| Elizabeth Daily | Linda          |